# Parvilucina costata
Parvilucina costata is een tweekleppigensoort uit de familie van de Lucinidae. De wetenschappelijke naam van de soort werd in 1845 voor het eerst geldig gepubliceerd door Alcide d'Orbigny.